# LATAM Airlines Brasil
TAM Linhas Aéreas ist eine brasilianische Fluggesellschaft, die als LATAM Airlines Brasil am Markt auftritt und ist eine Tochtergesellschaft der LATAM Airlines Group, die 2012 aus der Fusion mit der chilenischen Fluggesellschaft LAN Airlines entstand.

## Geschichte

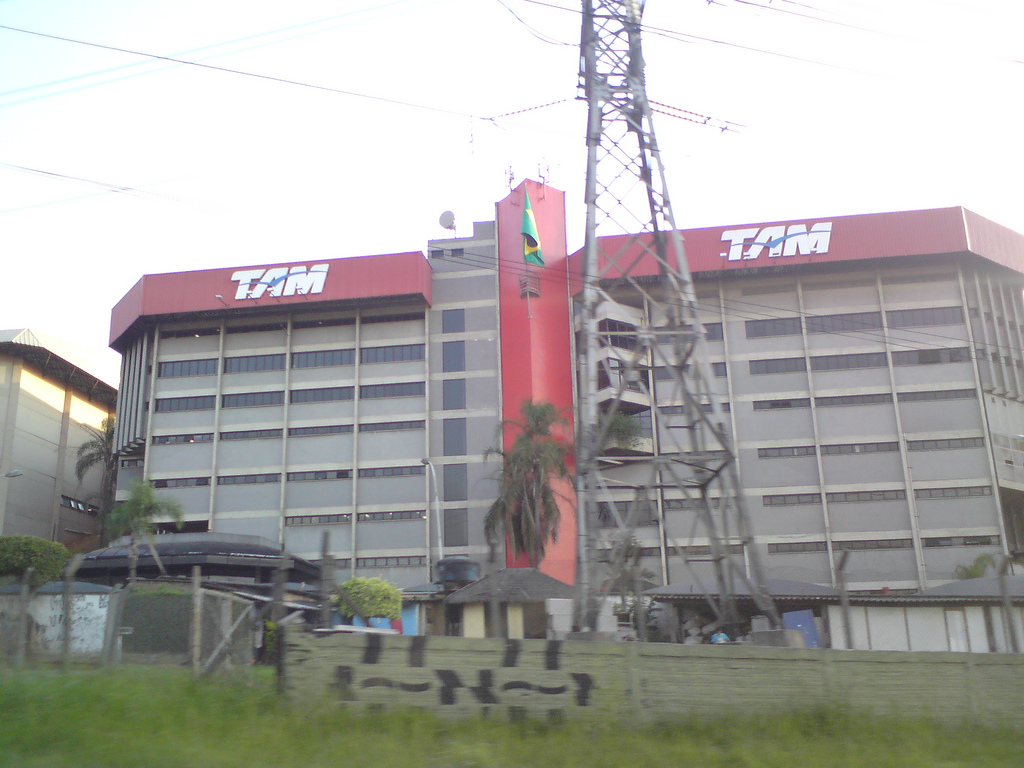
Zentrale der TAM in São Paulo

Die Fluggesellschaft wurde 1961 unter dem Namen Transportes Aéreo Marília gegründet. Damals transportierte sie mit ihren einmotorigen Cessnas auf regionalen Routen Personen und Waren von und nach São Paulo sowie nach Mato Grosso. Die Geschichte der Fluggesellschaft ist eng verbunden mit dem Lebensweg von Rolim Adolfo Amaro, der 1963 als Pilot bei der TAM zu arbeiten begann. Bereits früh übernahm er die Leitung der TAM, die er – mit einigen Unterbrechungen – bis zu seinem Tod 1999 innehatte. Im Jahr 1971 hatte die Gesellschaft lediglich 3000 Passagiere.
Im Jahr 1976 firmierte Transportes Aéreo Marília um zu TAM Transportes Aéreos Regionais und Rolim wurde mit 67 % der Hauptaktionär. In den 1980er-Jahren erlebte die Gesellschaft einen starken Passagierzuwachs, unter anderem durch die Einrichtung von Routen zu stadtnahen Flughäfen und ihr besonderes Augenmerk auf die Zufriedenheit der Passagiere. Sie erhielt mehrere Preise, darunter 1995 die Auszeichnung „World's Best Regional Airline“ von der Zeitschrift „Air Transport World“. Im Jahr 1996 erwarb die TAM 80 % der Aktien der Líneas Aéreas Paraguayas (LAPSA) und gründete für Flüge ins benachbarte Ausland die TAM Mercosur, deren heutiger Name TAM Airlines ist. Im gleichen Jahr erhielt die Gruppe den neuen Namen Transportes Aéreos Meridionais.
Zeitweilig war eine Fusion der TAM mit dem finanziell angeschlagenen Konkurrenten VARIG im Gespräch. Der Prozess gestaltete sich jedoch schwierig und das in einem ersten Schritt zwischen den beiden Fluggesellschaften vereinbarte Codesharing wurde im Juni 2005 wieder beendet.
Seit 1982 flog TAM mit Flugzeugen des Typs Fokker F-27. Das erste Flugzeug mit Strahltriebwerken, eine Fokker 100, wurde 1986 in Dienst gestellt. Dieser Typ bildete in den 1980er und 1990er Jahren das Rückgrat der Flotte. Bis zu 54 Exemplare hatte TAM im Einsatz und war damit einer der größten Betreiber dieses Flugzeugtyps. Nicht zuletzt aufgrund mehrerer Unfälle mit Flugzeugen dieses Typs, aber vor allem zur Erweiterung der Kapazitäten auf nationalen und internationalen Strecken, beschloss man 2002 die Umstellung auf Flugzeuge von Airbus. Mit A319, A320 und A321 bedient TAM heute nationale und regionale Routen in ganz Südamerika. Die Airbus A330 werden vorwiegend auf den Langstrecken eingesetzt. Zeitweise waren auch Airbus A340 und McDonnell Douglas MD-11 im Einsatz. Aufgrund des großen Bedarfs nach der Pleite von VARIG und im Hinblick auf die Fußball-Weltmeisterschaft 2014 kommen auf der Langstrecke zunehmend größere Boeing 777-300ER zum Einsatz, unter anderem nach Frankfurt.
Im Jahre 1993 führte TAM ihr Vielfliegerprogramm Fidelidade ein, das erste Brasiliens.

### Fusion und Luftfahrtallianzen
Am 13. Mai 2010 wurde TAM 27. Mitglied der Luftfahrtallianz Star Alliance. Am 13. August 2010 wurde bekannt gegeben, dass TAM mit dem Konkurrenten LAN Airlines fusionieren solle. Ende Oktober 2011 hat man sich darauf verständigt, dass die Fusion unter dem gemeinsamen Dach der LATAM Airlines Group stattfinden wird und man stellte zugleich die neue Struktur der Gesellschaft vor. Aus der Fusion sollte eines der größten Luftfahrtunternehmen der Welt hervorgehen mit über 280 Flugzeugen, mehr als 115 Zielen und über 50.000 Beschäftigten. Mitte Dezember 2011 stimmten die brasilianischen Behörden dem Zusammenschluss zu, nachdem zuvor bereits Chile grünes Licht gab. Die Fusion wurde schließlich im Juni 2012 abgeschlossen. Nach dem Zusammenschluss mit der LAN entschied sich TAM im März 2013 der Oneworld Alliance, deren Mitglied LAN Airlines seit dem Jahr 2000 ist, am 31. März 2014 beizutreten und die Star Alliance zu verlassen.
Seit 2016 tritt die Fluggesellschaft unter dem einheitlichen Markennamen des Mutterkonzerns nach außen als Latam auf.
Am 28. Dezember 2016 gab die LATAM Airlines Group bekannt, dass Qatar Airways 10 % der Aktien gekauft hat und am 26. September 2019 wurde der Kauf von 20 % von LATAM durch Delta Air Lines (Mitglied bei SkyTeam) abgeschlossen, infolge dessen LATAM Airlines ihre 20-jährige Mitgliedschaft bei der Oneworld Alliance beendete und am 1. Mai 2020 verließ.

## Flugziele
LATAM Airlines Brasil fliegt zahlreiche inländische Ziele an, außerdem bedient sie Ziele in benachbarten südamerikanischen Ländern sowie in Nordamerika, Asien und Europa. Im deutschsprachigen Raum wird Frankfurt angeflogen.

## Flotte

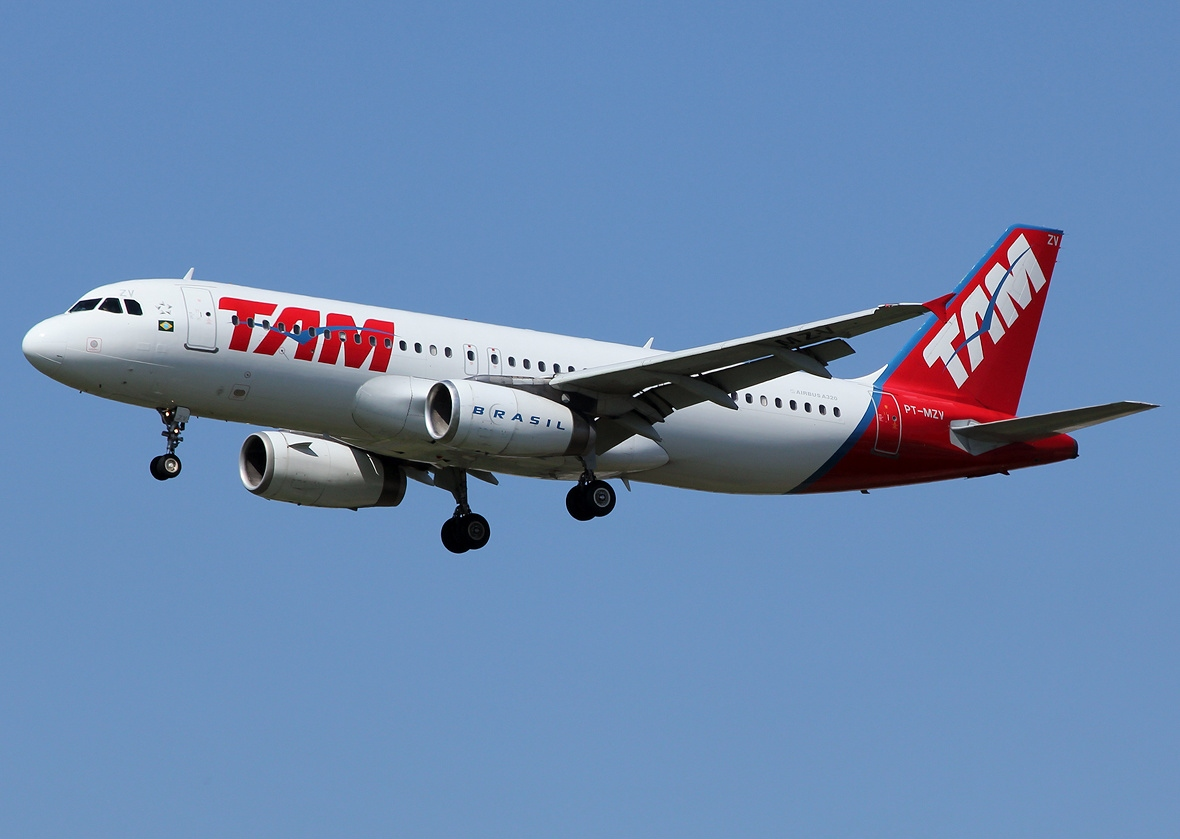
Airbus A320-200 der TAM

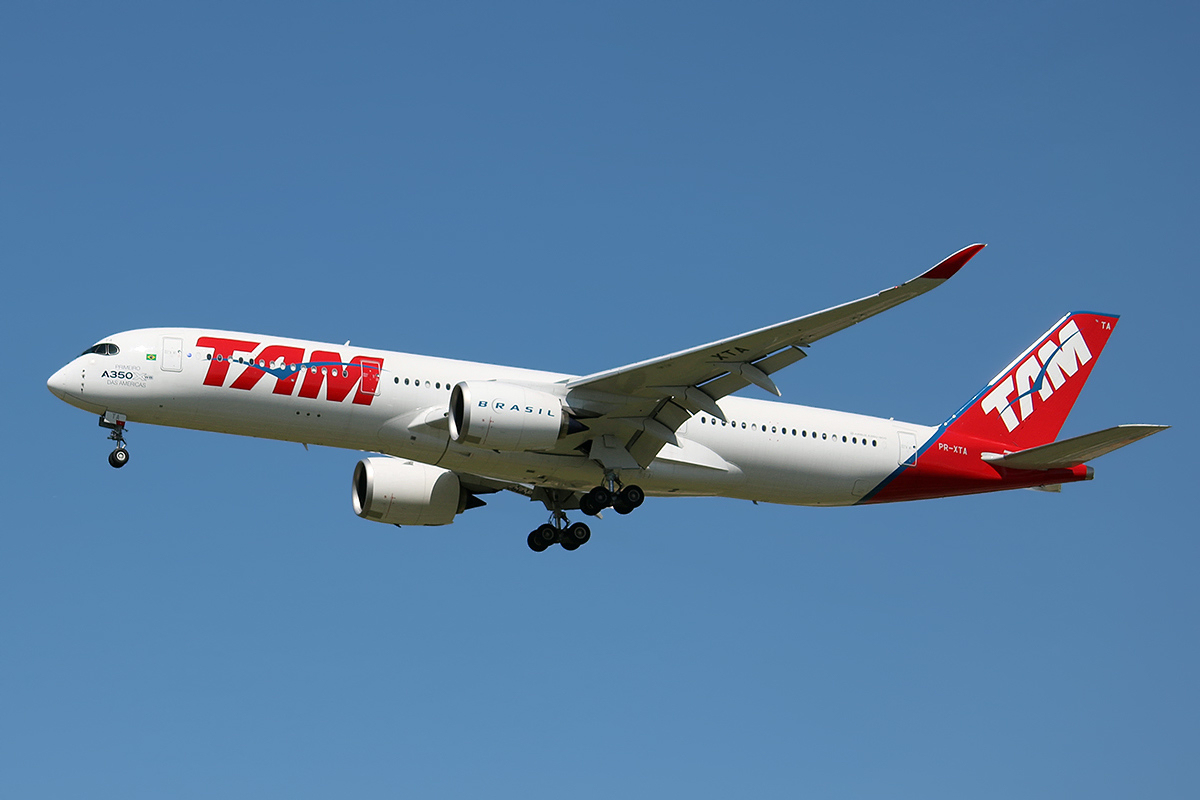
Airbus A350-900 der TAM

### Aktuelle Flotte
Mit Stand April 2025 besteht die Flotte der LATAM Airlines Brasil aus 156 Flugzeugen mit einem Durchschnittsalter von 10,9 Jahren:
| Flugzeugtyp      | Anzahl | bestellt | Anmerkungen                                 | Sitzplätze (Business/Eco+/Eco) | Durchschnittsalter |
| ---------------- | ------ | -------- | ------------------------------------------- | ------------------------------ | ------------------ |
| Airbus A319-100  | 019    |          | einer inaktiv                               | 144 (-/-/144)                  | 15,2 Jahre         |
| Airbus A320-200  | 057    |          | 20 mit Sharklets ausgestattet; vier inaktiv | 174 (-/-/174) 180 (-/-/180)    | 14,4 Jahre         |
| Airbus A320neo   | 024    | *        | vier inaktiv                                | 180 (-/-/180)                  | 02,5 Jahre         |
| Airbus A321-200  | 031    |          | 22 mit Sharklets ausgestattet               | 224 (-/-/224)                  | 11,5 Jahre         |
| Airbus A321neo   | 014    | *        |                                             | 224 (-/-/224)                  | 01,2 Jahre         |
| Boeing 777-300ER | 010    |          | eine inaktiv                                | 410 (38/50/322)                | 14,0 Jahre         |
| Boeing 787-9     | 01     | *        |                                             | 303 (30/57/216)                | 05,5 Jahre         |
| Gesamt           | 156    | –*       |                                             |                                | 10,9 Jahre         |

Die Muttergesellschaft LATAM Airlines Group hat weitere Airbus A320neo, Airbus A321neo und Boeing 787-9 bestellt. Deren Aufteilung ist jedoch ungewiss.

### Ehemalige Flugzeugtypen
In der Vergangenheit setzte LATAM Airlines Brasil bereits folgende Flugzeugtypen ein:
- Airbus A350-900
- Boeing 767-300ER

### Aktuelle Sonderbemalungen
| Flugzeugtyp     | Luftfahrzeugkennzeichen                   | Bemalung                  | Zeitraum | Bild |
| --------------- | ----------------------------------------- | ------------------------- | --- | --- |
| Airbus A319-100 | PR-MBU                                    | "Avião Solidário"         | seit Mai 2021 | |
| Airbus A319-100 | PT-TMA                                    | "MSN 4000 A320 Family"    | seit August 2009 | |
| Airbus A320-200 | PR-MYK PR-TYJ                             | "Conheça o Brasil Voando" | MYK: seit April 2024 TYJ: seit Mai 2024                                                                                             | Bild gesucht Die Wikipedia wünscht sich an dieser Stelle ein Bild. Weitere Infos zum Motiv findest du vielleicht auf der Diskussionsseite . Falls du dabei helfen möchtest, erklärt die Anleitung , wie das geht. |
| Airbus A320neo  | PR-XBE                                    | "LATAM Pass"              | seit September 2022 | Bild gesucht Die Wikipedia wünscht sich an dieser Stelle ein Bild. Weitere Infos zum Motiv findest du vielleicht auf der Diskussionsseite . Falls du dabei helfen möchtest, erklärt die Anleitung , wie das geht. |
| Airbus A320neo  | PR-XBG                                    | "Brasil Flag"             | seit Januar 2024 | Bild gesucht Die Wikipedia wünscht sich an dieser Stelle ein Bild. Weitere Infos zum Motiv findest du vielleicht auf der Diskussionsseite . Falls du dabei helfen möchtest, erklärt die Anleitung , wie das geht. |
| Airbus A320neo  | PR-XBH PR-XBJ PR-XBK PR-XBL PR-XBO PR-XBP | "Conheça o Brasil Voando" | XBH: seit Februar 2024 XBJ: seit März 2023 XBK: seit Februar 2024 XBL: seit Februar 2024 XBO: seit März 2024 XBP: seit Februar 2024 | Bild gesucht Die Wikipedia wünscht sich an dieser Stelle ein Bild. Weitere Infos zum Motiv findest du vielleicht auf der Diskussionsseite . Falls du dabei helfen möchtest, erklärt die Anleitung , wie das geht. |
| Airbus A321-200 | PT-MXD PT-MXQ PT-XPL                      | "Conheça o Brasil Voando" | MXD: seit März 2024 MXQ: seit April 2024 XPL: seit Mai 2024                                                                         | Bild gesucht Die Wikipedia wünscht sich an dieser Stelle ein Bild. Weitere Infos zum Motiv findest du vielleicht auf der Diskussionsseite . Falls du dabei helfen möchtest, erklärt die Anleitung , wie das geht. |
| Airbus A321neo  | PS-LBG PS-LBH PS-LBJ                      | "Conheça o Brasil Voando" | LBG: seit März 2024 LBH: seit März 2024 LBJ: seit April 2024                                                                        | Bild gesucht Die Wikipedia wünscht sich an dieser Stelle ein Bild. Weitere Infos zum Motiv findest du vielleicht auf der Diskussionsseite . Falls du dabei helfen möchtest, erklärt die Anleitung , wie das geht. |

## Zwischenfälle
- Am 8. Februar 1979 verunfallte eine Embraer EMB 110C Bandeirante der Transportes Aéreos Regionais (Luftfahrzeugkennzeichen PT-SBB) auf dem Weg vom Flughafen Bauru nach São Paulo-Congonhas. Kurz nach dem Start streifte die Maschine Bäume und zerschellte. Alle 18 Insassen starben.[18][19]

- Am 12. Februar 1990 befand sich eine Fokker F-27-200 der brasilianischen Transportes Aéreos Regionais (PT-LCG) im Anflug auf den Flughafen Bauru. Ein Flugkapitän in Ausbildung hatte den Sinkflug zu spät eingeleitet. Der auf dem Flug mitfliegende Ausbilder verlangte, dass der Anflug trotz der zu großen Flughöhe und der zu hohen Fluggeschwindigkeit fortgesetzt werden solle. Als der auszubildende Flugkapitän verunsichert war, übernahm der Ausbilder das Steuer. Die Maschine setzte zu schnell auf der Landebahn auf. Beim anschließenden Durchstarten wurden die Triebwerke zu abrupt beschleunigt, woraufhin es zu mangelnder Leistung kam, die Fokker 600 Meter hinter dem Flughafen wieder zu Boden ging und mit einem Pkw kollidierte. Zwei Insassen des Pkw und ein Pilot wurden getötet, während 40 Insassen der Maschine den Unfall überlebten (siehe auch Flugunfall der TAM Linhas Aéreas in Bauru 1990).[20]

- Am 31. Oktober 1996 aktivierte sich in einer Fokker 100 der brasilianischen Fluggesellschaft TAM Transportes Aéreos Regionais kurz nach dem Start in São Paulo im rechten Triebwerk selbsttätig die Schubumkehr. Ein automatisches Sicherheitssystem, welches daraufhin ordnungsgemäß die Leistung im problembehafteten Triebwerk drosselte, wurde vom Co-Piloten gewaltsam übergangen. Die Maschine stürzte auf ein Wohngebäude, alle 95 Personen an Bord sowie 4 Personen am Boden kamen ums Leben. Daraufhin änderte OceanAir (die heutige Avianca Brazil) den Namen ihrer Fokker 100 in Fokker MK-28, um den schlechten Ruf der Fokker 100 nach diesem Unfall zu vermeiden (siehe auch TAM-Linhas-Aéreas-Flug 402).[21]

- Am 9. Juli 1997 explodierte auf dem TAM-Linhas-Aéreas-Flug 283 eine Bombe unter dem Sitz eines Passagiers. Die Detonation riss ein zwei mal zwei Meter großes Loch in den Rumpf der Fokker 100, durch das der Passagier herausgesogen wurde. Die Maschine konnte dennoch sicher gelandet werden, die verbliebenen 59 Personen an Bord überlebten den Vorfall (siehe auch TAM-Linhas-Aéreas-Flug 283).[22]

- Am 15. September 2001 explodierte auf dem Flug vom Flughafen Recife zum Flughafen Viracopos das Triebwerk einer Fokker 100. Umherfliegende Trümmer zerstörten drei Fenster des Rumpfs. Eine Passagierin wurde teilweise aus dem Flugzeug herausgesogen, konnte jedoch von einer anderen Person bis zur Landung festgehalten werden. Die Festgehaltene überlebte den Vorfall dennoch nicht (siehe auch TAM-Linhas-Aéreas-Flug 9755).[23]

- Am 17. Juli 2007 schoss ein Airbus A320-200 nach der Landung auf dem Flughafen São Paulo–Congonhas in São Paulo bei Regen über das Ende der Landebahn hinaus und rollte über eine viel befahrene Straße in ein vierstöckiges Gebäude, in welchem sich die Büros der Gepäckabfertigung von TAM Express befinden, wo die Maschine in Flammen aufging. Bei dem Unfall kamen 199 Menschen ums Leben, davon 187 Menschen an Bord der Maschine (162 Passagiere, 6 Besatzungsmitglieder, 19 Bodenmitarbeiter der TAM) und 12 weitere am Boden. In den Monaten vor dem Unfall waren bereits Flugzeuge der Gesellschaften VARIG, Gol, BRA und Pantanal auf demselben Flughafen über die Landebahn hinaus geschlittert. Eine Sperrung der Landebahn, die als unsicher gilt, war wieder aufgehoben worden (siehe auch TAM-Linhas-Aéreas-Flug 3054).[24]

## Trivia
- TAM betreibt in São Carlos das größte Luftfahrtmuseum Lateinamerikas. Dieses Museum wurde im Juni 2010 nach einer umfangreichen Neugestaltung wiedereröffnet und stellt in seiner Dauerausstellung 96 verschiedene Flugzeuge zur Schau.[1]
- Für den Jubiläumsflug 35 Jahre São Paulo – Mailand wurde das Bordmagazin mit Hilfe von Facebook Connect für jeden einzelnen Passagier individuell gedruckt.[25]